# Don't Tell Me (Avril Lavigne)
Don't Tell Me è il primo singolo estratto dall'album Under My Skin di Avril Lavigne. È stato scritto dalla cantante con la collaborazione di Evan Taubenfeld e prodotto da Butch Walker.
La canzone è stata usata al Festivalbar 2004 come canzone di stacchetto durante la pubblicità.

## Video musicale
Il video, diretto da Liz Friedlander, è stato girato tra il 2 e il 3 marzo 2004 a Los Angeles. È stato presentato il 9 aprile 2004. Avril e il suo ragazzo stanno sul letto; il ragazzo in seguito si alza dal letto e abbandona la stanza, lasciando la cantante sola sul letto. Lei, una volta lasciata, comincia a cantare con lo sguardo rivolto fuori dalla finestra; per scaricare la tensione beve un bicchiere d'acqua che poi scaraventa contro un muro. Avril, risedutasi sul letto, comincia a suonare la chitarra a cui si alternano le scene che vedono la cantante strappare i cuscini, buttare le lenzuola del letto a terra e dare un pugno allo specchio.
La seconda strofa comincia con la cantante che segue il suo ex in un lungo corridoio, giù per le scale fino ad arrivare a pianoterra, e continua a seguirlo anche in strada continuando a chiedergli di non dire nulla ormai. Il suo ex, nelle scene finali, la vede dappertutto: prima in auto, poi nei televisori esposti nella vetrina di un negozio, su manifesto, sul palinsesto d'un palazzo.
Il ragazzo senza voltarsi gira ad un angolo e Avril si ferma e comincia a volare via, dando un ultimo sguardo alla città.
Il video è stato candidato agli MTV Video Music Awards del 2004 come Best Pop Video.

## Tracce
1. Don't Tell Me – 3:26
2. Don't Tell Me (Acoustic) – 3:38
3. Take Me Away – 2:55
4. Don't Tell Me (Video) (diretto da Liz Friedlander)

versione UK
1. Don't Tell Me – 3:26
2. Don't Tell Me (Acoustic) – 3:38

versione giapponese
1. Don't Tell Me – 3:26
2. Take Me Away – 2:55

## Classifiche
| Classifica (2004) | Posizione massima |
| ----------------- | ----------------- |
| Australia         | 10                |
| Austria           | 12                |
| Belgio (Fiandre)  | 22                |
| Belgio (Vallonia) | 28                |
| Canada            | 5                 |
| Danimarca         | 14                |
| Francia           | 53                |
| Germania          | 10                |
| Irlanda           | 9                 |
| Italia            | 4                 |
| Norvegia          | 12                |
| Nuova Zelanda     | 15                |
| Paesi Bassi       | 20                |
| Regno Unito       | 5                 |
| Spagna            | 8                 |
| Stati Uniti       | 22                |
| Stati Uniti (Pop) | 9                 |
| Svezia            | 30                |
| Svizzera          | 9                 |
| Ungheria          | 30                |